# Cyriocosmus fasciatus
Cyriocosmus fasciatus är en spindelart som först beskrevs av Cândido Firmino de Mello-Leitão 1930.  
Cyriocosmus fasciatus ingår i släktet Cyriocosmus och familjen fågelspindlar. Inga underarter finns listade i Catalogue of Life.